# 부르칸교

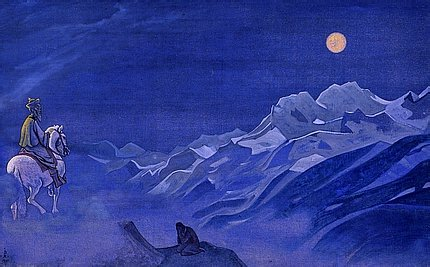

부르칸교(Burkhanism)는 1904년에서 1930년대까지 오늘날의 러시아 연방 알타이 공화국의 원주민인 튀르크족 알타이인들 사이에서 번성했던 원주민주의 신흥종교다. 알타이인들 스스로는 백교(白敎, 알타이어: Ак јаҥ 아크장, 영어: the White Faith)라고 불렀다. 러시아 제국 시절부터 정부당국은 이 종교를 현지의 소요사태를 일으킬 수 있는 잠재적 위협으로 간주했고, 외부세력에 의해 조장되었을 가능성이 있다고 의심했다. 결국 소련 시대에 이르러 시베리아 튀르크족의 민족주의로 이어질 수 있다는 판단 하에 탄압받아 소멸되었다.
원래 부르칸교는 천년왕국, 카리스마, 반(反)샤머니즘적 성격을 가지고 있었으나, 후기로 갈수록 이런 성격들이 거의 퇴조되어 없어졌다. 후기의 부르칸교는 서사시 구전시인들의 위계제를 중심으로 제도적인 모습을 갖추고, 기존에 존재하던 알타이인들의 민간신앙과 융합되었다. 오늘날에도 소수 복고운동이 존재한다.
종합적으로 부르칸교는 초고대의 전(pre-)샤머니즘, 고대 샤머니즘, 티베트 불교, 동방정교회가 혼합된 현상이었다. 탐스크 국영대학교의 류드밀라 셰르스토바(Liudmila Sherstova)에 따르면, 부르칸교는 주변의 다른 부족들과 자신들을 구분하고 싶어했던 알타이인들의 욕망 속에서 알타이인의 민족자각운동으로서 출현했고, 알타이 민족정체성의 민족종교의 역할을 부여받은 것이라고 한다.